# 07-GHOST
《07-GHOST》是由雨宮由樹和市原雪乃創作的日本漫畫作品。於一迅社漫畫雜誌《Comic ZERO-SUM》2005年4月28日开始至2013年8月28日結束連載。單行本全17卷。
電視動畫於2009年4月起於日本深夜播出。台灣在2011年5月起於Animax播出。
於2006年12月及2007年1月份推出過廣播劇。

## 故事簡介
千年以前, 世界上有兩個強大的國家, 巴爾斯布魯克帝國 (被有神力的聖石"拉斐爾之眼"守護) 及拉古斯王國 (被有同等神力的聖石"米迦勒之瞳"守護)。兩國為了維護世界和平, 訂立互不侵犯的協定, 長期以來互相合作。但在十年前, 巴爾斯布魯克帝國聲稱拉古斯王國打算取得另一塊聖石而破壞了雙方的協定, 最後拉古斯在兩國交戰中被毀滅。
十年後，有一個戴著誓言頸環的男子反復出現在男主角泰德的夢中，使他困惑不已。泰德和他的好友米卡傑是巴爾斯布魯克帝國陸軍士官學校的優秀學生。他們本來對畢業後的生活充滿了期待，但當泰德見到了阿亞納米參謀長時，他的記憶突然恢復，想起了自己是拉古斯王國國王的兒子。在衝動下他攻擊了阿亞納米，於是被抓住及送往監獄，好友米卡傑潛入獄中幫他逃走，但泰德在駕駛飛行器時被阿亞納米擊中，墜落到第七區的巴爾斯布魯克教會。

## 登場人物
注意：本表中文譯名並非官方版本，而是網路上約定俗成的稱法。

### 主要人物
泰德‧克萊恩（配音員：齋賀光希）
主角，12月1日生日、16歲、血型O型、身高159cm、体重43kg、擁有褐髮碧眼、喜歡顔色為天藍色、座右銘是「七転八起」（七転び八起き）。
喪失過去的記憶，背上有帝國軍的戰鬥用奴隸刻印(泰德也因此常被貴族學生嘲笑)，是米羅克理事長的得意門生。
與米卡傑立下誓言，如果在戰場上遭遇危險，絕對不會拋棄彼此。在十四歲那年,軍校後庭曾出現闇徒向他們作出攻擊，為了救米卡傑,以至重傷,住了兩個多星期的院。
在軍校時，除了必修課程之外都不去上課。
畢業考試時，以「他不是真正的敵人」為由拒絕把囚犯殺掉，成為合格的19人之一。
畢業考試隔天，聽到阿亞納米的談話時突然想起自己是拉古斯的王子，父王是被對方所殺，故在衝動下攻擊阿亞納米，但被休加擋住，然後關入監獄。
右手寄宿著「彌卡艾爾之眼」，有時會遭天使彌卡艾爾的意識控制。兒時能以自身控制「彌卡艾爾之眼」的能力。
泰德的神父(菲亞‧庫洛伊茲)封印了他過去的記憶,需要他重往「全靈之地」時才全部記起。在3歲時被貝爾涅砂皇后烙下奴隸烙印。
原名「瓦爾海特‧提亞榭‧拉古斯（ヴァールハイト＝ティアシェ＝ラグスWahrheit Tiashe Raggs）」，為拉古斯國王（貝爾迪修泰‧庫洛姆‧拉古斯）的妾之子，即庶子。
在教會曾一度想要逃走，但最後都還是留在教會。非常在意自己的身高。
另一個身份為「潘多拉之盒」（パンドラの箱），藏着被封印的死神費亞羅廉的身體，但靠「彌卡艾爾之眼」的力量可阻止費亞羅廉吞噬他的靈魂。
把在教會中自製的猫娃娃送給了哈克連，後把另一個兔娃娃當作耳環的謝禮以送給了櫻花。
在空行機大賽中，頭髮被弗拉烏染成金色，因為不能修改已登記名稱，無奈下只用“G．粉紅王子”(G.P.P)此名稱，自身並不喜歡這名稱。
在比賽第一天以8:l6:23佳績，與弗拉烏一起以第一名隊伍身份抵達中途站貝鲁涅撒城，十分受注目。
於空行機大賽中意外與阿亞納米對戰，被阿亞納米帶走並洗腦，成為黑鷹部隊成員、阿亞納米的助手。於82話彌卡艾爾之眼要攻擊弗拉烏時，在內心世界恢復記憶。
回復記憶後，前去拯救同樣遭到洗腦的櫻花，雖然成功打破洗腦對櫻花的控制，但是被拉法艾爾之眼攻擊，而導致彌卡艾爾之眼故障。
收集了七個神之家的詛咒眷符，最終到達全靈之地，在那裡與神父重逢，進入全靈之地時，肉體將被消滅，靈魂得以淨化，最後許下的願望是讓自己再次回到這個世界上。
結局成為了巴爾斯布魯克教會的新任教皇。
在後日談交代成為拉古斯王國國王，在拉古斯復國四十周年紀念日當日病逝。
哈克連‧歐克（配音員：福山潤）
生日:10月15日，身高167cm、血型A型、体重50kg、米金色髮紫瞳。
名門歐克一族的少爺之一，有點兒自恋，母親曾被菲亞‧庫洛伊茲（但本人誤以為是弗拉烏）所救，因此勵志成為主教。與泰德是同期主教試驗考生，稱泰德為小學生，後成為泰德的摯友和戰友。極度崇拜弗拉烏。
後來以老師身分於巴爾斯布魯克帝國教導未來的女帝奧加公主。
米卡傑(引導之龍)（配音員：斎藤千和 / 浪川大輔）
現為引導之龍的幼兒，全身粉紅色，額上有十字疤痕，不懂說話也不懂飛行，嗚叫聲是「噗嚕嗶呀」（ブルピャ）。為米卡傑‧瑟雷斯坦因的轉生，是弗拉烏為了令泰德不再哭下去以從引導之龍媽媽懷中偷回來的。
在飛去第5區途中，泰德眾人被引導之龍媽媽追討米卡傑，泰德讓米卡傑選擇自己的未來，曾一度回到引導之龍媽媽的身旁的米卡傑，最終也回到泰德身旁。
在漫畫第58回的全國空行機大賽中，也被染色。在納特雷洞窟中，為了保護泰德以吞下一隻吸血蝙蝠，身形因此嚴重變形，被弗拉烏吐糟說「連骨骼都變了嗎?」，泰德則十分感動。
現在與哈克連一起。
在後日談交代由於身為引導之龍是長壽物種的緣故而仍然存活。

#### 07-GHOST
弗拉烏（配音員：諏訪部順一（少年時代：井上麻里奈））
身高198cm，體重84kg，血型A、26歲
七鬼神中的斬魂，死神名賽海爾（ゼヘル Zehel），擁有金髮藍眼，能使用費亞羅廉的鐮刀，取下手套可以觸摸到人的靈魂，由於兒時在養姊瑪格達蓮的酒吧幫忙，因此十分熟識酒吧的工作
巴爾斯布魯克教會主教，但言行舉止極度脫軌。隨身攜帶色情書籍及吸煙（據說是藥草）。
被駕駛飛行器從空中墜落的泰德擊中，將他帶回教會
解救因衝動而從窗戶躍出的泰德，但被卡斯托魯誤會是在欺負他
因自己的房間放不下而把色情書籍偽裝成放到教會的書架上，被好奇的泰德拿下來，在被卡斯托魯看到內頁前帶著泰德逃走
意外成為泰德脖子上誓約項圈的主人，不能離開泰德超過48小時，否則項圈會爆炸。
經常說自己是一個死人，此舉動令泰德感到悲傷難過。
在空行機大賽中，頭髮被泰德染成褐色。在卡鲁和帕鲁手上強奪空行機大賽參加證，因為不能修改已登記名稱，無奈下只用“聖戰士S．受虐狂．士兵”(S.D.S)此名稱。在比賽第一天以8:l6:23佳績，與泰德一起以第一名隊伍身份抵達中途站貝鲁涅撒城，十分受注目，也極受女支持者喜歡，但因有傳兩人為父子，「聖戰士粉絲俱樂部」也面臨關門大吉。
於漫畫第六十回「暴走」中，曾一度暴走，失去理智並襲擊泰德，後被泰德從費亞羅廉的鐮刀中拖回來。
兒時由一名叫瑪格達蓮的酒吧女店主養大，在通稱「伊甸」的浮島F31居住，夢想是翱翔于天空，已故父親為一名空賊，從小已經十分嚮往成為空賊。跑得快，兒時眼神已經兇，為了偷偷組裝空行機以經常偷其他空行機零件。後遇上宙斯盾飛艇的船長-基德，展開了空賊的生涯。
由於泰德與兒時自己很相似，經常把泰德和自己的身影重疊。早已把泰德看成自己身體一部分，十分重視。
於飛行器大賽中意外與阿亞納米對戰，由於鐮刀的牽制而受重傷，被貧民窟的居民拾獲，已被拉普拉多魯治理好傷。
於泰德幾乎被擊敗了卡爾的消魂逮捕之際，阻擋了消魂，並現身於泰德面前。最後消滅了消魂。
漫畫最終回成了新的費亞羅廉，並代替卡爾管理全世界的靈魂。
同時也在作者另一部作品《戰鬥兔》中以費亞羅廉的名義出場。
卡斯托魯（Castor，配音員：千葉進歩）
身高180cm，體重68kg，生日：12月24日，血型AB
巴爾斯布魯克教會的主教、也是第二區的教區長。茶紅頭髪褐紅色瞳孔，戴眼鏡，興趣是製作人偶，喜歡食物為和菓子，喜歡秋季。
熱衷於製作人偶，他製作的人偶宛如人類一般。七鬼神中的「繫魂」，名為費斯特（フェスト Fest），擁有聯繫靈魂的能力，與弗拉烏一樣，能觸摸到人的靈魂。被弗拉烏稱作"人偶男"。本名為「辛爾」，為第六區神之家「豪森家 Hauzen」前任家主。家父對其期望極大，因此從小開始家訓極嚴，對討厭父親的辛爾來說家中唯一可以依賴的只有溫柔慈愛的母親，從小喜歡造跟媽媽一模一樣的人偶。
直至年輕時在一次任務中偶遇上當時被困在水箱入面的聖誕人魚—拉潔特、雙方一見鍾情。辛爾把她悄悄的帶回家幫她療傷，她優美的歌聲漸漸溶化辛爾冰封了的心，辛爾此時找到他一生中最愛。但好景不常，由於發生拉古斯戰爭，當時屬於拉古斯領土的第五區神之家被要求交出家主頭顱以作代價。一早發現兒子匿藏聖誕人魚的辛法（父親）護子心切，欲交出變成辛爾模樣的拉潔特的頭顱。想保護拉潔特的辛爾被父親誤殺，得到繫魂的力量後得以重生
曾被阿亞納米所吞噬，但由於阿亞納米的身體到極限（已吞噬契魂與遺魂），又被吐出。
拉普拉多魯（配音員：宮田幸季）
身高170cm，体重50kg，血型B，座右銘是「一期一会」，興趣是園藝。
巴爾斯布魯克教會的主教。淡紫色髮紫瞳孔，能自由操縱植物，並能跟植物溝通，喜歡在樹底下睡覺。七鬼神中的「預魂」，神之名為普羅菲「プロフェ Profe」，擁有預測未來的能力。本名為「伊琉夏」，為神之家「克拉圖家」前繼承人。
蘭賽（配音員：遠近孝一）
巴爾斯布魯克教會的主教。七鬼神中的「遺魂」，名為雷利克特（レリクト Relikt），擁有回到過去的能力。為神之家「歐克家」的前任少爺
篤信占卜，認為運勢能帶給他好運。視弗拉烏為勁敵。稱拉普拉多魯為師父，叫卡斯托鲁為「眼鏡君」。
方向感極差，但喜愛四處旅行，並會帶回一些奇怪的紀念品。本身是路癡，將法杖放倒來選擇方向這件事令旁人都為之汗顏。
在漫畫78話時，企圖在歐克家營救泰德，卻被阿亞納米所吞噬。
卡爾
帝國軍陸軍軍官學校理事長米羅克(ミロク)的副官，雙眼綁有繃帶的男子。
真正身份是七鬼神中的「醒魂」，名為艾亞(エア Ea)。負責管理全世界靈魂的工作。
被消魂毀掉雙眼前，是一名美男子。
出身於巴爾斯布魯克家，年幼時被毒殺，而成為醒魂。
在拉古斯戰爭前夕，與消魂一同潛入帝國軍的內部，執行抹殺費亞羅廉的任務。後來與消魂一同突然失去消息了。
是米洛克公館中，當時唯一與泰德交談過的人。
泰德在試圖逃離米洛克公館事敗，被打個半死不活時，一直守護着泰德。並認為是對身為潘朵拉盒子的泰德的一種試煉。
暗中守護泰德達十年之久。
後來曾現身蘭賽面前，告訴蘭賽有關「真正的敵人」的事情。
曾在牆外偷聽亞阿納米等人的對話。被葛城桂木察覺，毫髮未傷地躲開了葛城桂木從牆後刺出的劍。
十年前，他曾運用自身的能力修改了櫻花的生死帳，把櫻花的靈魂從損壞了的身體轉移至研究員製造的複製體內。
過去卡爾被背叛的消魂暗算，雙眼因而失明。其後卡爾運用自身的能力，修改了魂號，成功避過消魂的追蹤。
為了讓泰德逃離消魂的追蹤，因而與泰德交換了魂號，自己則獨自留下阻擋消魂。最後與消魂交戰不敵，被殺。
消魂
七鬼神中的消魂，名為蘭多卡魯迪(ランドカルテ)。擁有瞬間移動及操控別人心靈的能力。
年幼時被村民當作祭品，被活淹死後成為了消魂。
在拉古斯戰爭前夕, 他與醒魂一同潛入帝國軍的內執行抹殺費亞羅廉的任務，但後來他和醒魂一同失去消息。這作為漫畫裡的懸念很久。到漫畫接近結束前, 才透露原來他是七鬼神中的"背叛者" (因他殺死了上代的繫魂、遺魂及預魂，弄瞎了醒魂(卡爾), 也是暗中操縱教皇及巴爾斯布魯克帝國的皇帝的那個黑影人。
他也是把費亞羅廉的鐮刀放入弗拉烏的體內，以及把費亞羅廉的身體放入泰德體內的人。
在帝國軍隊裡的十多年, 他改變容貌, 偽裝成一名叫桂木的軍人, 把他的靈魂當作自己的靈魂, 一直成功騙到阿亞納米。本來是一名金麥色長髮, 青蔥眼眸的美男子。
消魂十分討厭天界長的女兒(夏娃), 認為她使費亞羅廉變得不完美, 盡力阻止轉生成阿亞納米的費亞羅廉與夏娃再會。
他曾對泰德的母親(米蕾亞)下毒使其陷入昏迷，之後用瞬間移動的能力把她帶到一直單戀、渴望得到她而很痛苦的帝國皇帝那裡。
當他打算對柯納茲出手時被休加阻撓。經過一輪交鋒後, 實力更強的他重傷了休加, 輕易打昏了柯納茲 (因為認為柯的靈魂純潔美麗而不殺他, 說要到他的靈魂變成黑暗時才和他交手), 並前往尋找泰德。可是也付出了失去左半身的代價。之後和闊別十年的卡爾(醒魂)開戰，殺死了卡爾, 卡爾死在他懷中時，說很遺憾抱歉救不到他。後來消魂說他想不起卡爾在從前曾對他說過的一些話，及覺得只餘下半身的他很痛。
殺死卡爾後，用瞬間移動能力出現泰德面前，打算對泰德下手時，被及時趕到的弗拉烏阻撓。
最後被主角泰德"救贖"(在他深深的黑暗中取出仍然純潔的核心)，身體則被弗拉烏用費亞羅廉的鐮刀消滅。

#### 巴爾斯布魯克教會
07-GHOST
詳細於『07-GHOST』参照。
巴斯迪恩（配音員：桐井大介）
巴爾斯布魯克教會的大主教副助。弗拉烏的師父，個性溫柔且穩重。
實際上為帝國軍派遣進入教會的間諜，遭泰德與哈克連發現其黑魔法師身份，由弗拉烏化身的斬魂親手殺死。
拉潔特（配音員：早見沙織）
非常稀有的聖誕人魚，懂得唱歌和彈奏管風琴，不會說話，心情好便會唱歌。作為教會彌撒的琴師。臉部是百變的，愛變成弗拉烏的樣子(所以常嚇到泰德)；因辛爾替她而死，自己受也自殺而亡。後卡斯托魯以"繫魂"之能力將自己與靈魂仍保留完整的拉潔特連結於一體，使之復活。
阿緹娜（配音員：川澄綾子）
藍髮修女，常與羅莎莉和麗貝兒一起行動。
羅莎莉（配音員：能登麻美子）
黃髮修女，常與阿緹娜和麗貝兒一起行動。
麗貝兒（配音員：名塚佳織）
紫紅髮修女，常與阿緹娜和羅莎莉一起行動。
吉歐（配音員：浜田賢二）
巴爾斯布魯克教會的大司教。由額至右眼上有一道很大的傷痕。血壓高。
教皇
被人操控之下，慫恿拉古斯國王將裝有費亞羅廉沉睡千年肉体的「潘多拉之盒」注入於泰德體內，企圖以此掌控絕對的權利。製造拉古斯王國叛亂的假象，使帝國與拉古斯王國宣戰。最終回復自我意識，以自殺阻止闇徒的操控。

### 巴爾斯布魯克帝國
蘿潔亞瑪妮露‧櫻花‧巴爾斯布魯克
巴爾斯布魯克帝國的公主，拉法艾爾之眼的宿主。必須定時接受調整拉法艾爾之眼的檢查。拉法艾爾之眼的心智上還停留在三歲，是小時候參加拉古斯之戰所造成的。其父企圖要在櫻花的生日會上暗殺她，其一是為了結束女帝統治時代（推測與拉法艾爾之眼有關），其二是將暗殺公主之事嫁禍於他國，好有藉口出兵征服鄰國。隨身帶着《俗語辞書》。
原本的身體早已在三歲時承受不了拉法艾爾之眼的力量而崩潰，後來卡爾以醒魂之力，把她的靈魂從已受損的身體，轉移到研究員創造複製體OR-0007之內。
庫露露
黑色的引導之龍，經常坐在櫻花肩上，由櫻花出生開始就陪伴一起，視她為姊妹一様的存在。視只懂嗚叫的米卡杰為異類。會說人話也會飛。

#### 阿亞納米参謀部直属部隊（黑鷹部隊）
阿亞納米（配音員：速水獎）
身高：軍校時178cm，目前183cm，軍校時體重57kg，現在69kg。血型B。
帝國軍的參謀長官，統率直屬部隊「黑鷹」。漫畫裡銀髮 (在動畫𥚃淺藍)，紅/紫瞳，穿軍服時必戴着軍帽 (在一漫畫四格裡，連玩過山車時也不會落下；在一drama CD中被休加說軍帽是從他頭上長出的)。擅長酷刑拷問，據說殺了上千人。喜歡白色。
在漫畫結束前幾章作者才透露，原來把拉古斯滅國的他，本名其實是庫洛威爾，是拉古斯國王的二弟，即主角泰德的叔父。
故事初時，他因為受米羅克之命要奪回逃離軍隊的泰德，故操控泰德的摯友(米卡傑)去找他，正要帶泰德回去時，因斬魂出現使他無法帶走米卡傑和泰德，便在泰德眼前殺死米卡傑來刺激他，欲使泰德為了報仇而自己回軍隊。
阿亞納米很有才能，相當年輕就坐上帝國軍的高位，但社交技巧不太好 (沒表情、不說笑、寡言等)，因而招致不少將領的忌妒和討厭見到他。
性格可以說是冷酷無情，表面身分為黑魔法師，實為死神費亞羅廉的轉生。一心希望奪回自己被封印的死神身體及吸收所有七鬼神的能力，為了尋找千年前誤殺了的天界公主夏娃(又譯伊芙)。在拉古斯之戰時乘機吸收了契魂，因此擁有操縱別人一半靈魂的能力; 在歐克家時吸收了遺魂，因此有看到別人過去的能力; 在混入教會時吸收繫魂的一臂後，能用繫魂的絲線的能力。但「阿亞納米」的人類身體極限只能盛載兩個半鬼神的魂，所以他想吸收所有七鬼的話，就須奪回原本的死神身體。到漫畫第96集，已經將費亞羅廉的身體復活到只剩頭的部分沒長出來。
名字的由来是旧日本海軍駆逐艦「綾波(あやなみ)」。(阿亞納米是音譯，綾波是意譯)
休加（配音員：濱田賢二）
生日：7月8日、身高192cm、體重77kg。
帝國陸軍少佐、「黑鷹」成員兼柯納茲的直屬上司。個性輕浮、愛說笑兼游手好閒。喜歡"調戲"他覺得可愛的人，稱阿亞納米參謀長官為アヤたん(一般譯「小阿亞」,「阿亞糖」)、稱黑百合為クロたん（「小黑」,「黑糖」）。工作態度相當散漫，常被副官柯納茲訓斥; 但輕浮的外表下藏著高超的劍術實力 (一個呵欠之間便可將長官三人的褲子切至脫落)。
很重視阿亞納米，想說要保護他。 發現桂木原來是消魂後，本想與他同歸於盡，但不敵，被消魂重傷。在漫畫第96集，柯納茲抱著半死不活的休加向醫護人員求救，用帝國的高科技保住了休加的性命 (柯納茲對醫護人員哭說即使犧牲自己的四肢給休加當義肢也可以，但被氣若游絲的休加拒絕，說柯的四肢太短，然後柯納茲憤說 "少校你要早死早超生嗎？")，被送進再生槽接受治療。是個運氣強的嚇人的「不死蟑螂」類型。
名字的由来是旧日本海軍戰艦「日向(ひゅうが)」。(日向是意譯，休加是音譯)
柯納茲・沃倫（配音員：岸尾大輔）
「黑鷹」成員兼休加的下屬，為第二年輕的成員。因認真工作、有禮、如良好青年, 也不會黑魔法, 被不少人評為在黑鷹裡是最正常的人。劍術優秀但不及休加。口味與黑百合相似（目前是唯一能在吃到黑百合料理後還沒事的人）。
由於出生於黑魔法家庭中卻不會使用黑魔法，被家族視為不祥人，遭到冷待。唯有祖父接納他，教授他劍道。
士官學校第312期畢業生，申請加入黑鷹, 但因不會黑魔法, 遭到拒絕。在決鬥中勝出休加後，由休加協助加入黑鷹。
相當關心休加，但對他懶散的工作態度無法接受（自己是個相當勤奮的人）。在休加被消魂打敗後，發現休加還有脈搏，因此將他送去治療。
名字的由來是一種宮崎特產柑子「小夏」(又名「日向夏」)(一般柑橘的皮都是澀的，但那種柑的皮是甜的，故人們吃那種水果時是連皮吃) 柯納茲是音譯，小夏是意譯。
葛城 (又譯桂木)（配音員：中井和哉）
帝國陸軍大佐兼「黑鷹」成員，為「黑鷹」最年長的成員，性格溫和、冷靜，深思熟慮，忍耐力極高。十分關心阿亞納米。其真正身份為消魂，為了阿亞納米，甘願親手用劍割臉削嘴，改變容貌, 到阿亞納米的敵人那裡當臥底超過十年。
名字的由来是旧日本海軍軍艦「かつらぎ」。(葛城和桂木在日文裡同音)
真正身份詳細見『消魂』。
黑百合 (又音譯庫洛尤莉)（配音員：斎藤千和）
生日：9月25日。
帝國陸軍中佐,「黑鷹」成員, 哈魯塞的直屬上司。總是和哈魯塞一起行動, 常躺在哈魯塞身上睡覺。厭惡佔有鐮刀的弗拉烏。右眼以黑色眼罩遮住，頭上戴有骷髏頭髮夾。
為「黑鷹」最年輕的成員，仰慕阿亞納米。經常被哈魯塞抱著走，雖然外表看來相當年幼，但其空咒技術卓越，除了用攻擊空咒以一擋百之外，還可以操控屍體。
有關其性別作品內並沒有明確的描寫，漫畫中說話用主語時是日語「ぼく」（日語中男性或男性化女生用的自稱），而漫畫的附錄中，否認自己是小姐（お嬢ちゃん），及對於休加詢問其性別時，反問是否找死來恐嚇休加，可能是個男孩。)
小時候似乎曾經被人從食物下毒，幸運的是沒有喪失性命，但喪失味覺 (也因此自製料理使人不敢恭維)。
哈魯塞（配音員：羽多野涉）
「黑鷹」成員兼黑百合的下屬，總是和黑百合一起行動，常抱著黑百合讓他在懷裡睡覺。個性沉默寡言，在沒有任務的時候也經常伺候黑百合，就像父親一樣。曾經猶豫自己應該當個保育員或是甜點師父比較好。先前被拉布拉多魯的花侵蝕，爾後被阿亞納米用自己體內繫魂的能力，將其復活到只有身軀但沒有心的空殼。在卡斯托魯的幫助下，終於找回了心並恢復意識。
雪風
在 Drama CD (神様に届く恋文，《給神的情信》) 及 《Supreme Sugar Begleiter》篇裡提到，阿亞納米珍愛的副官。和庫洛威爾關係很好，跟隨庫洛威爾一起到帝國，在拉古斯戰爭裡為他擋了一刀，保護他而死。在漫畫第26及第98話裡有露面。
名字的由来是旧日本海軍軍艦「ゆきかぜ」(雪風)。

#### 帝國軍人
米洛克（配音員：千田光男）
陸軍士官学校的理事長，也是前帝國軍元帥(動畫裡)，嚴密監視帝國內部政權移動。在拉古斯戰爭終結後把泰德以戦闘用奴隷的身份收養育。早已和道泰德是米迦勒之瞳的宿主，掌握着事實的真相。
若葉‧歐克 (音譯瓦卡巴)（配音員：川原慶久）
名門歐克家成員，米洛克之後的帝國陸軍元帥。愛國主義份子，深信威脅帝國之人應盡速加以排除除。極度溺愛修里。
在漫畫第75話被費亞羅廉殺害。
若葉在日文裡是青蔥或新長的嫩葉之意，歐克是橡樹。橡葉常見於軍事勳章或代表軍階的肩章上，象徵力量和光榮。若葉也是一日本軍艦的名字。
納畢奇
帝國軍少将。為了得到米迦勒之瞳而跟歐吉少将和希洛奇少将一起計畫暗殺歐克元帥，後被想獨占米迦勒之瞳的希洛奇少将推下樓死亡。
希洛奇
帝國軍第二艦隊少将。為了得到米迦勒之瞳而跟歐吉少将和納畢奇少将一起計畫暗殺歐克元帥，被歐吉(又譯奧基)少将陷害而被判監。他在獄中自殺。
歐吉 (又譯奧基)
帝國軍第三艦隊少将。為了得到米迦勒之瞳而跟納畢奇少将和希洛奇少将一起計畫暗殺歐克元帥，因想獨占米迦勒之瞳而陷害將納畢奇少将推下樓的希洛奇少将。
在拉古斯戰爭中，自己的部隊的投入前線中後無一生還，和葛城桂木一起發誓要向阿亞納米復仇，後被說出真相的葛城/桂木殺害。
修里‧歐克（配音員：入野自由）
帝國軍元帥若葉．歐克的兒子，名門歐克家的少爺。是泰德在軍校裡的同學，個性自大不坦率，經常鄙視泰德。後來經父親介紹成為「黑鷹」成員，但遭黑百合及休加討厭，被休加於戰時從戰鬥機拋出去，最後由柯納茲救起，崇拜柯納茲並稱他為「おにいさま」(兄長大人)。
和父母關係很好。
和家中管家的兒子米卡傑是兒時玩伴，妒忌和米卡傑友好的泰德，這也是鄙視泰德的原因之一，其實十分重視米卡傑。
修里表現得笨笨的、什麼都不會 (從小家境太好，什麼都依賴父親或别人幫他解決)，但在父親死後，不知他為何能在弱肉強食的貴族間生存，還活到一百多歲。

#### 帝國軍軍校
米卡傑‧瑟雷斯坦因（配音員：浪川大輔）
生日:3月3日，身高167cm，體重51kg，血型O，喜歡的顏色是如同夕陽的橙色
泰德的摯友，從不介意別人對泰德的偏見，個性單純，黃綠髮，臉頰有十字型的疤痕（因為以前不小心被弟弟弄傷，因而無法在歐克家工作，卻也因此使他能走上自己所選擇的道路），實力和頭腦似乎稍弱於泰德。喜歡吃炒麵，還因此被煮粥的大嬸訓了一頓
與泰德立下誓言，如果在戰場上遭遇危險，絕對不會拋棄彼此；曾約泰德去看電影，但因泰德有任務以被爽約，泰德留下字條:“下次由我來準備電影票了吧..所以可否再來約我一次?”
泰德被抓後協助他逃獄，此事曝光後被阿亞納米審問，在家人與泰德間選擇泰德而被阿亞納米操縱一半靈魂，之後失去全部靈魂、對泰德展開攻擊
夢想是進入霍克布爾要塞，為保衛國家而戰
父親和兄長都是歐克家的佣人，因此兒時和修里經常一起玩。家中還有一弟一妹。
死後轉生成一隻粉紅色的引導之龍嬰兒，目前還是不會人類的語言，也不會飛行

### 拉古斯王国
瓦爾海特‧提亞榭‧拉古斯
即泰德‧克萊恩，是拉古斯國王的庶子，在3歲時被皇后貝爾涅砂烙下奴隸烙印，公式記録上3歳時已死亡。
詳細見『泰德‧克萊恩』。
貝爾迪修泰‧庫洛姆‧拉古斯（配音员：高橋廣樹）
泰德的親生父亲，拉古斯的國王。有兩弟，菲亞和庫洛威爾。
菲亞‧库洛伊兹（配音员：木内秀信）
养育泰德的神父(ファーザー)，也是拉古斯國王的孿生皇弟。据巴爾斯帝國和教皇方面宣称，神父擅自把「潘多拉之箱」带走，想復活死神，才引發了拉古斯戰爭。实际上是因為提亞榭被教皇注入了潘多拉之箱，性命危在旦夕，故他用契魂的能力暂时封印了提亞榭的記憶，想帶他去靈魂之地請天界長救他，但未抵達便被殺害，提亞榭則被米洛克帶走，成了「泰德」。菲亞也是七鬼神中的「契魂（フェアトラーク Vertrag）」
庫洛威爾（配音员：速水奬）
拉古斯國王的二弟，在十四歲時因封印被意外解開，而記起了自己的靈魂原來是千年前的死神費亞羅廉。之後練習黑魔法，因此要被處死，但父王不捨得殺死他，便偽造了他的處死，實則把他放逐了去巴爾斯布魯爾帝國，並派一位心腹侍衛雪風伴隨他。到了帝國後，他改用「阿亞納米」的名字，因米洛克理事長的幫助及自身的實力，很快便進入了帝國軍的高層。
死神的靈魂一定程度地影響了庫洛威爾，他曾因為愛母親而把她推下樓殺死，亦殺死大哥和二哥，據夏娃說那是因為他對「愛」的理解是殺死他所愛的人。
貝爾涅砂‧安特沃
拉古斯國王的皇后，原安特沃王國的公主。討厭泰德的原因是認為妾之子泰德奪走了國王對她的愛，於是誤信教皇，把泰德交了給他 (當時教皇已受消魂影響,打算用泰德來做祭品,打開封印費亞羅廉的潘朵拉之盒)。
米蕾亞‧克萊恩
泰德的親生母亲，拉古斯國王的妾 (由於自身社會地位差距，她與國王的婚禮不被正式承認)。
於泰德三歲時病重。實際上是消魂對她下毒，之後被消魂帶到單戀她的巴爾斯帝國皇帝的身邊。
沉睡十多年後，最終與泰德重聚。
馬爾克
侍奉拉古斯國王的忠心部下，是保護提亞榭(泰德)的騎士，經常陪提亞榭玩並照顧他。
總是笑臉迎人，私底下也人情味十足
在拉古斯戰爭時，受庫洛姆(拉古斯王国的國王)之命，前去保護前往全靈之地的库洛伊兹和提亞榭。與作為追兵的休加激戰後身亡。
卡蘭
侍奉拉古斯國王的忠心部下，是保護提亞榭(泰德)的騎士，經常陪提亞榭玩並照顧他。經常圍着一條圍巾，那圍巾是他還是孤兒的時候修女送的，是他的附身符
在拉古斯戰爭時，受庫洛姆(拉古斯王国的國王)之命，前去保護前往全靈之地的库洛伊兹和提亞榭。在與作為追兵的休加激戰前把圍巾交托給提亞榭，激戰後身亡。
阿戈茲
侍奉拉古斯國王的忠心部下，是保護提亞榭(泰德)的騎士，經常陪提亞榭玩並照顧他。最喜歡跟提亞榭玩飛高高。
在拉古斯戰爭時，受庫洛姆(拉古斯王国的國王)之命，前去保護前往全靈之地的库洛伊兹和提亞榭。遭拉法艾爾之眼擊中身亡。

### 天界
天界之長
夏娃 （又譯伊芙）
天界長的女兒。根據傳說，她是被費亞羅廉所殺害，事實是她擅自走入獄中要帶他逃獄，途中被天界兵誤傷，費亞羅廉伸手去抱她，使她變成白骨 (生物一被死神觸摸到，便會死)。
夏娃的性格頗反叛，天界長認為夏娃接近費亞羅廉是很危險的 (可能因為被碰到便會死)，不准她去找死神，但她不聽，多次去找他。她自己認為對的事便會去做，不理後果或對其他人的影響 (例如常去禁區找死神、去獄中要費亞羅廉逃走)，因此也頗任性。
漫畫結束時透露她死後成了光 (因為她太純潔，光和愛是向外散開的，並非向內，所以無法聚成形)，作為「良知」散在每個人的心裡。因此費亞羅廉在她死後到凡間不停殺人希望找回她的靈魂，也找不到她。
費亞羅廉
天界之長的最高傑作，本來是十分稱職的死神 (武器是鐮刀)，一人擁有七鬼的七種力量。以為自己擁有所有知識 ("天界長賦予了我所有知識"、"世上沒有我做不到的事")，但其實並非全知 (例如連夏娃死後如何也不知道，亦不知天界長把自己的臉造得很美) 和全能 (例如誤殺了夏娃後無法把她還原)。他的手一碰到生命，他們便會轉生 (死亡)。
在夏娃死後，他為了找她而不停殺人，為凡間和人類帶來很多痛苦和不幸，因此天界長出手阻止，把他的身體和靈魂分離，身體用"潘多拉之盒"裝著封印，靈魂轉生到人類身體中 (封印記憶，讓他可以重新開始)。庫洛威爾是他其中一個轉生的肉體和身份。漫畫的最後幾章時透露，費亞羅廉轉生為人後，在很多世中也一直親手殺死他愛的人 (例如㡽洛威爾親手把母親推下露台)，直到雪風為了保護自己而死後，他才改變，由殺死他愛的人變成保護他所愛的人 (例如黑鷹)。

### 神之家
神之家為繼承七鬼神血脈的『神的一族』，是暗中支配着七大陸的七大血族，具有和「皇帝」與「教皇」對等的立場。無論是從第一區神之家遴選出的「皇帝」，或是從第七區神之家遴選出的「教皇」，都需要七個神之家一致通過才算數。

#### 巴爾斯布魯克家
位於第一區的神之家，繼承醒魂的血脈。
詳細於『#巴爾斯布魯克帝國(バルスブルグ帝国)』参照。

#### 歐克家
為位於第二區的神之家，繼承遺魂(雷利克特)的血脈。十分富有，在政界和軍隊裡有勢力。不承認軍人或政治家以外的人。
成員的外貌特徵是漂亮金髮和臉有點像狐狸(有時會出現狐狸尾或耳)，性格則有點自戀或傲慢。
オーク音譯是歐克，意譯是橡樹。(橡樹是不少國家的國樹，也常見於軍事勛章上，象徵榮耀)
蘭賽（配音員：遠近孝一）
歐克一族的孩子，小時侯因為目撃寶石設計師布蘭(ブラン)想用活人來製造黒珠石一事，被布蘭活生生變成黒珠石石像，死後成為了遺魂的容器。
詳細見『蘭賽』。
哈克連‧歐克（配音員：福山潤）
詳細見『哈克連‧歐克』。
若葉‧歐克（配音員：川原慶久）
詳細見『瓦卡巴‧歐克』。
修里‧歐克（配音員：入野自由）
詳細見『修里‧歐克』。

#### 克拉圖家
為位於第四區的神之家，承繼預魂的血脈，其使命為生藥的研究工作。
伊琉夏
即拉普拉多魯，為克拉圖家收養的孤兒。
深知好友莉琳(リリン)深受不治之症的折磨，為能除去她的痛苦以用自身的血以作伊甸之花的苗床。雖然伊甸之花成功開花，但由於種植伊甸之花是禁忌，因此作為懲罰以被送到永久凍土之地，處冰封之刑。死後以作為預魂的容器活到現在。
詳細見『拉普拉多魯』。

#### 拉古斯家
位於第五區的神之家，同時是保存米迦艾爾之眼的皇室家族，繼承契魂的血脈。
詳細於『#拉古斯王国(ラグス王国)』参照。

#### 豪森家
位於第六區的神之家，承繼繫魂的血脈。以前隸屬於拉古斯王國，其使命為暗殺阻礙帝國繁榮的人。
辛爾‧豪森
即卡斯托魯，為已故第六區神之家的第十三代家主，年紀輕輕就擁有天才級的實力，可說是才華洋溢的明日之星，因此被覬覦家主之位的人視為眼中釘。
雖然身在神之家，卻不相信神的存在。從小接受嚴苛的家教，無法對任何人打開心扉。
渴望自己製造的人偶能吸收自己所有的煩惱，然後想要談一場能夠改變人生的恋愛。後來於一次任務中遇上拉潔特，改変了辛爾。
夢想是當個人偶師，拉潔特唱歌，自己操緃人偶，然後一起巡迴世界表演，兩人一起尋找拉潔特的故鄉
後來為保護拉潔特，被父親誤殺，後來成為繫魂的「容器」，以卡斯托魯的身分擔任主教。
詳細見『#卡斯托魯』。
辛法‧豪森
第六區神之家的第十二代家主，卡斯托魯（辛爾）的父親。雖然平時嚴厲地對待辛爾,兩人之間也有洪溝，但其實心裡很愛辛爾並以他為榮。為了辛爾不用交首級出去而去殺掉拉潔特，以代替辛爾，後誤殺辛爾。辛爾死後再次接任家主之位。已失去兒子的辛法,為了不想再失去妻子，把已被使役魔佔據靈魂的妻子藏於大宅中。
榭蘭（配音员：杉田智和）
豪森家的佣人，在孤兒時候被豪森家家主辛法拾回來，對豪森家鞠躬盡粹，十分了解辛爾。對全靈之旅人的泰德給予幫助。

#### 巴尔斯布鲁克教会
位於第七區的神之家，繼承斩魂的血脈。

### 其他
鈴＆雪
休加帶回來的雙胞胎戰鬥奴隸。鈴是哥哥，黑髮；雪是弟弟，左眼有痣。十六歲。使用拉古斯語對話。
卡培拉
身高105cm，16kg，血型O，5歲
於第七區被泰德在卡爾手中救回來的奴隸，被母親賣走以換取金錢。由泰德教授他使用空咒，可使用治愈系空咒和攻擊系空咒，是极少数可以同时使用两种系别空咒的人。在泰德和弗拉烏的協助下於第四區找回其母而再次定居。
卡魯
自稱為「世界上最高貴美麗的奴隷商人」。是相當有勢力,帝國軍也不敢輕視的奴隷商人。一直狙擊泰德。
與弟弟的帕魯一起參加全國空行機大賽，後被弗拉烏搶去參加証。
帕魯
自稱為「世界上最出色魁梧的高利貸」。為帝國中相當有勢力高利貸。於第48回欲襲擊櫻花。
與哥哥的卡魯一起參加全國空行機大賽，後被弗拉烏搶去參加証。

## 用語
- 07-GHOST（セブン・ゴースト Seven Ghosts）

即七鬼神，由天界之神以費亞羅廉的碎片創造，包括「契魂（フェアトラーク Vertrag）」、「預魂（プロフェ Profe）」、「遺魂（レリクト Relikt）」、「繋魂（フェスト Fest）」、「斬魂（ゼヘル Zehel）」、「消魂（ランドカルテLandkarte）」及「醒魂（エアEa）」。每一位七鬼神均有獨一無二的特殊能力，「契魂」可操縱他人一半的靈魂，並共享意識、「預魂」可透視未來、「遺魂」能回瞻過去、「繋魂」可聯繫靈魂、「斬魂」能斬斷靈魂的痛苦、「消魂」透過淨化和勸說引導靈魂回正道，並且能使用瞬間移動、「醒魂」則負責操縱生死簿，並且擁有改變他人魂號的能力。他們的任務為消滅使役魔及保護費亞羅廉的封印。於巴爾斯布魯克教會裏亦有一座開放給人類參觀的塔。七鬼神的塔中都有相應的石像，若被「費亞羅廉」吸收，石像會相應地倒塌。漫畫初期, 由於阿亞納米(費亞羅廉的轉生)吸收了「契魂」的緣故，「契魂」塔的石像已經倒塌。
而坊間留傳一種和七鬼神有關的捉迷藏遊戲，由「費亞羅廉」去抓其他「鬼神」。這種遊戲其實係指「費亞羅廉」去搜捕其他「鬼神」並吸收，以取回相對的能力。
- 空咒（ザイフォン zaiphon）

作品中出現的特殊能力，為生命之源即自然之力，外表是一行行空中的文字，主要以手操控。分為攻擊性空咒（泰德‧克萊恩、弗拉烏、帝國軍成員及軍校學生等）、治療性空咒（拉普拉多魯、巴斯迪恩等）及操縱性空咒（卡斯托魯等）。攻擊性空咒可攻擊敵人、治療性空咒可限制使役魔的行動及進行治療、操縱性空咒可以念力移動物品。當中以操縱性空咒最罕有。
- 使役魔（使い魔 コール Kor）

費亞羅廉的使者。使役魔以「達成三個願望」吸引契約者，但是為了得到這種力量，契約者必須於達成三個願望後把靈魂及肉體獻給使役魔。被使役魔奪取的肉體會長出骨頭製成的翅膀。拯救他們的方法為用法器消滅體內使役魔。
- 闇徒（ヴァルス Wars）

使役魔附身在人身上並利用黑暗力量實現願望後，做為代價奪取靈魂和肉體而形成的。全是為了讓費亞羅廉復活而成為其血肉，讓世界被黑暗吞噬。變成闇徒的人會行屍走肉，因此要拯救變成闇徒的人，必須連同肉體與靈魂一起淨化。
- 黒法術・黒法術師（ヴァルスファイル Warsfeil）

黒法術師能操控闇徒，當接觸到主教(司教)的法杖時，法杖會變黒。如被主教等人捕去，會被處刑。黑鹰部隊内除了新加入的鈴和雪外，其他成員都是皇帝一時心頭以「飼養」着的。
- 彌卡艾爾之眼（ミカエルの瞳 Eye of Mikhail）

赤紅色魔石，拉古斯王國所有，寄宿於泰德‧克萊恩體內。據說是对抗费亚罗廉的最后王牌。現在則被帝國軍「保存」中。另譯彌卡艾爾之眼、米卡爾之眼、彌卡艾爾之瞳。其真正能力是原七鬼神用來封印费亚罗廉的「器」而創造的。
- 拉法艾爾之眼（ラファエルの瞳 Eye of Raphael）

藍色魔石，巴爾斯布魯克帝國所有，寄宿於巴爾斯布魯克帝國的公主櫻花（オウカ）的體內，利用櫻花無意識中壓抑著的人格出現的。被下令要消滅所有拉古斯王國的人，曾在櫻花三歲時向「彌卡艾爾之眼」的操控者（泰德‧克萊恩）攻擊，所以心靈上仍保持於三歲。其真正能力是原七鬼神用來封印费亚罗廉的「魂」而創造的。
- 拉古斯王國（ラグス王国 Raggs Kingdom）

拉古斯王室所統冶，原本國土為七大陸的第四區、第五區、第六區，末代國王為溫爾塔舒茵‧古羅姆‧拉古斯。擁有彌卡艾爾之眼。據巴爾斯布魯克帝國的史書所記載的歷史稱，是因為拉古斯王國打算取得兩塊聖石—「拉法艾爾之眼」和「彌卡艾爾之眼」，而破壞了雙方的協定，最後和巴爾斯布魯克帝國對立而走向毀滅。事實上是教皇的陰謀。
- 巴爾斯布魯克帝國（バルスブルク帝国 Barsburg Empire）

通稱「帝國（帝国）」，擁有拉斐爾之眼。全國分為七個區域（第一區、第ニ區...如此類推），首都為第一區。其軍隊則被稱為帝國軍。巴爾斯布魯克教會為於第七區，任何帝國軍末經許可都不能進入第七區。
- 法杖（法具バクルス Bascule）

用作發動空咒的武器
帝國軍的武器是大量生産並容易配合人的波長，但教會的法杖是為了與黑暗之物對抗以製造成來的空咒變換装置，是要以「侍奉神、想保護某人」的心情來使用，否則就不能發動。
- 尤斯 (ユースYuusu)

巴爾斯布魯克帝國通用貨幣，長方形，1尤斯約2日元，用水晶製成。
- 全靈之地（ゼーレの地 Land of Seele)

位於世界的盡頭，即死亡的國度。以生命作為代價去晉見神,作為將神之家自污穢中解放的獎勵,將會替成功晉見神的靈魂一個願望。事實上是天界之長為了處置費亞羅廉(死神)以設的系統，進入全靈之地就等同於死亡，進入之物將被淨化。進入全靈之地之者不能攜帶身體以外的東西，因此一直以來都沒有人能將潘多拉之盒帶到全靈之地。
- 全靈之旅人（ゼーレの旅人）

透過揭發神之家的罪行而取得詛咒之票（呪いの切符）並前往全靈之地的人。
- 墓地（墓所クヴェレ）

留下歷代07-GHOST的「器」的記憶記錄的地方，也是初代的器的沉睡的地方，他們（初代的器）的力量能令歷代被保存下來的記憶記錄永久留下。現役的07-GHOST會定時來到墓地並留下記錄。
- 伊甸之花（エデンの花 Flower of Eden）

天界之花。只有克拉圖家的血脈才能令它開花，作用為「除去痛若」(苦しみを無くす)。
原本是被天界放逐前，在天界管理靈魂的費亞羅廉為了緩和死者的痛苦以製造出來的花。
- 空行者

大型鳥類，白天是很安分，晚上的時候卻很凶暴，並且會襲擊飛船。
- 引導之龍（導きのドラゴン Fyulong）

被稱為天之使者的遠古生物，能與人類對話，是群體生物，極少在人類面前出現，擁有人類遙不可及的古代睿智，可說是夢幻生物。
- 浮島F31

通稱「伊甸」，是個可提供空賊和商船休整的獨立國。也是弗拉烏兒居住和成長的地方。
- 全國空行機大賽（ホークザイルレース Hawkzile Race）

每兩年一度舉行，是巴爾斯布魯克帝國的最大型活動賽事。全程一共行走7000km，以尼爾城（ニールの町）為起點，通過第4區→浮島F3→第2區→第3區，以第3區最南端為終點。優勝賞金有1億尤斯。
參加者必需為2人1組，乘坐空行機（ホークザイル），並通過全部指定的通過點（ポイント）。只要2人之中其1人死亡、重傷、棄權，均視為失去參賽資格。
參加者可以攻擊對手，是必需乘受各種難處的殘酷的比賽，因此雖然有比賽規則 但參加者失去性命也不是一件罕見的事。
- 黒珠石（こくじゅせき kokujyuseki）

閃耀着深邃漆黒的寶石。有着凌駕於鑽石的價值，歐克家以黒珠石的獨門販賣以更富裕。

## 出版書籍
| 卷數 | 一迅社         | 一迅社                 | 長鴻出版社     | 長鴻出版社           |
| 卷數 | 發售日期       | ISBN                   | 發售日期       | EAN                  |
| ---- | -------------- | ---------------------- | -------------- | -------------------- |
| 1    | 2005年11月25日 | ISBN 978-4-7580-5193-4 | 2007年10月15日 | EAN 471-0765-21724-2 |
| 2    | 2006年5月25日  | ISBN 978-4-7580-5225-2 | 2007年10月20日 | EAN 471-0765-21780-8 |
| 3    | 2006年11月25日 | ISBN 978-4-7580-5261-0 | 2007年11月16日 | EAN 471-0765-21885-0 |
| 4    | 2007年5月25日  | ISBN 978-4-7580-5290-0 | 2010年9月20日  | EAN 471-3469-35523-4 |
| 5    | 2007年11月24日 | ISBN 978-4-7580-5320-4 | 2010年10月22日 | EAN 471-3469-35524-1 |
| 6    | 2008年5月24日  | ISBN 978-4-7580-5347-1 | 2010年11月5日  | EAN 471-3469-35615-6 |
| 7    | 2008年11月25日 | ISBN 978-4-7580-5376-1 | 2011年4月16日  | EAN 471-3469-35996-6 |
| 8    | 2009年5月25日  | ISBN 978-4-7580-5415-7 | 2011年4月23日  | EAN 471-6814-19031-3 |
| 9    | 2009年11月25日 | ISBN 978-4-7580-5466-9 | 2011年6月14日  | EAN 471-6814-19154-9 |
| 10   | 2010年8月25日  | ISBN 978-4-7580-5538-3 | 2011年10月8日  | EAN 471-6814-19447-2 |
| 11   | 2011年1月25日  | ISBN 978-4-7580-5576-5 | 2011年11月2日  | EAN 471-6814-19467-0 |
| 12   | 2011年7月25日  | ISBN 978-4-7580-5624-3 | 2012年3月28日  | EAN 471-6814-19854-8 |
| 13   | 2011年12月24日 | ISBN 978-4-7580-5679-3 | 2012年12月7日  | EAN 471-5409-85437-1 |
| 14   | 2012年6月25日  | ISBN 978-4-7580-5728-8 | 2013年4月13日  | EAN 471-5409-85730-3 |
| 15   | 2012年12月25日 | ISBN 978-4-7580-5776-9 | 2014年2月19日  | EAN 471-5409-86283-3 |
| 16   | 2013年5月25日  | ISBN 978-4-7580-5821-6 | 2014年3月11日  | EAN 471-5409-86372-4 |
| 17   | 2013年9月25日  | ISBN 978-4-7580-5858-2 | 2014年8月14日  | EAN 471-5409-86670-1 |

文庫版
| 卷數 | 一迅社         | 一迅社                 |
| 卷數 | 發售日期       | ISBN                   |
| ---- | -------------- | ---------------------- |
| 1    | 2015年7月25日  | ISBN 978-4-7580-3101-1 |
| 2    | 2015年8月25日  | ISBN 978-4-7580-3110-3 |
| 3    | 2015年9月25日  | ISBN 978-4-7580-3119-6 |
| 4    | 2015年10月24日 | ISBN 978-4-7580-3128-8 |
| 5    | 2015年11月25日 | ISBN 978-4-7580-3138-7 |
| 6    | 2015年12月25日 | ISBN 978-4-7580-3145-5 |
| 7    | 2016年1月25日  | ISBN 978-4-7580-3159-2 |
| 8    | 2016年2月25日  | ISBN 978-4-7580-3166-0 |
| 9    | 2016年3月25日  | ISBN 978-4-7580-3176-9 |

短篇集
| 卷數              | 一迅社        | 一迅社                 | 長鴻出版社    | 長鴻出版社           |
| 卷數              | 發售日期      | ISBN                   | 發售日期      | EAN                  |
| ----------------- | ------------- | ---------------------- | ------------- | -------------------- |
| 07-GHOST CHILDREN | 2010年8月25日 | ISBN 978-4-7580-5539-0 | 2012年4月25日 | EAN 471-6814-19935-4 |

## 電視動畫
2008年11月宣布決定改編為電視動畫，2009年4月到9月期間於讀賣電視台播放電視動畫。全25話。
DVD全13卷販售銷售額達到56000張。動畫的下回預告由幫拉普拉多魯配音的宮田幸季擔任。

### 製作團隊
- 原作 - 雨宮由樹、市原雪乃
- 監督 - 高本宣弘
- 系列構成 - 高橋奈津子
- 人物設計 - 藤井まき
- 機械設計 - 宮豊
- 總作畫監督 - 番由紀子
- 美術監督 - 栫ヒロツグ
- 色彩設計 - 北爪英子
- 攝影監督 - 近藤慎与
- 編輯 - 松村正宏
- 音響監督 - 高桑一
- 音樂 - 中川幸太郎
- 製作人 - 君島彩子、後藤政則、斎藤朋之、川村仁
- 動畫製作人 - 浦崎宣光
- 動畫製作 - Studio DEEN
- 製作 - 「07-GHOST」製作委員會（一迅社、愛貝克思娛樂、讀賣電視台、博報堂DY Media Partners）

### 主題曲
片頭曲《緋色的碎片》（緋色のカケラ（アカノカケラ））
作詞：Kana & Noria、作曲：NAOKI MAEDA、編曲：Ryo、歌：鈴希ゆき （發售日期:2009年7月29日）
片尾曲《瞳孔的答案》（瞳のこたえ）
作詞：Noria、作曲：五十嵐“IGAO”淳一、編曲：大場敏朗・中川幸太郎、歌：Noria （發售日期:2009年7月29日）
第20話、25話插曲《拉古斯鎮魂歌》（ラグスの鎮魂歌）
作曲 - 五十嵐“IGAO”淳一 / 編曲 - 大場敏明 / 歌 - Noria

### 各话列表
| 話数       | 日文标题 | 中文标题                                        | 脚本       | 分镜     | 演出              | 作画监督                   | 播放日期      |
| ---------- | -------- | ----------------------------------------------- | ---------- | -------- | ----------------- | -------------------------- | ------------- |
| Kapitel.1  |          | 挚爱思念的前方是                                | 高橋奈津子 | 高本宣弘 | 高本宣弘          | 堀越久美子                 | 2009年 4月6日 |
| Kapitel.2  |          | 令人怀念的记忆与痛楚共存                        | 高橋奈津子 | 石井久志 | 中山敦史          | 阿部智之                   | 4月13日       |
| Kapitel.3  |          | 我那纯洁的孩子与光同眠                          | 武上純希   | 小林浩輔 | 小林浩輔          | 浅井昭人                   | 4月20日       |
| Kapitel.4  |          | 虔心祈祷的结果是…                               | 加藤陽一   | 江島泰男 | 江島泰男          | 高橋敦子                   | 4月27日       |
| Kapitel.5  |          | 热泪温柔地充满了他的心…                         | 高橋奈津子 | 藤原良二 | 久保太郎          | 清水勝祐 さのえり          | 5月4日        |
| Kapitel.6  |          | 通往光明的正道是…                               | 加藤陽一   | 平田豊   | 平田豊            | 飯飼一幸 中島美子          | 5月11日       |
| Kapitel.7  |          | 被羽翼吞噬掉的灵魂 要不要看看我可爱的孩子的梦？ | 武上純希   | 石井久志 | 安藤正臣          | 氏家章雄                   | 5月18日       |
| Kapitel.8  |          | 仅余一半的灵魂唤起悲伤的觉醒                    | 高橋奈津子 | 小林浩輔 | 小林浩輔          | 滝山真哲                   | 5月25日       |
| Kapitel.9  |          | 魂魄之色永存…                                   | 高橋奈津子 | 江島泰男 | 江島泰男 久保太郎 | 浅井昭人 中本尚子          | 6月1日        |
| Kapitel.10 |          | 那就是唯一的抵偿                                | 加藤陽一   | 藤原良二 | 丸山由太          | 武本大介                   | 6月9日        |
| Kapitel.11 |          | 对爱人的补偿                                    | 武上純希   | 平田豊   | 平田豊            | 高橋敦子 長野路子          | 6月15日       |
| Kapitel.12 |          | 名为悲痛的黑暗逼近…                             | 高橋奈津子 | 石井久志 | 安藤正臣          | 氏家章雄                   | 6月22日       |
| Kapitel.13 |          | 光明道路的前方见到的人是…                       | 高橋奈津子 | 岡本英樹 | 土屋浩幸          | 小坂知 中島美子            | 6月30日       |
| Kapitel.14 |          | 并肩作战的理由…被称作战友的资格                 | 武上純希   | 小林浩輔 | 小林浩輔          | 滝山真哲                   | 7月7日        |
| Kapitel.15 |          | 那一天 确实和他在一起                           | 加藤陽一   | 高村雄太 | 久保太郎          | 高橋敦子                   | 7月14日       |
| Kapitel.16 |          | 真相在于光所到达不了的黑暗之底                  | 加藤陽一   | 平田豊   | 平田豊            | 安田京弘 清水勝祐 野道佳代 | 7月21日       |
| Kapitel.17 |          | 黑暗之翼的眷属，夹裹着不幸飘落                  | 武上純希   | 石井久志 | 石井久志          | 渡邊由香里                 | 7月28日       |
| Kapitel.18 |          | 不赦之人溺于黑暗…相爱之人泪满衣襟               | 高橋奈津子 | 高本宣弘 | 小林浩輔          | 浅井昭人                   | 8月4日        |
| Kapitel.19 |          | 无法交错的爱，而又无法消逝的爱的将来是…         | 高橋奈津子 | 江島泰男 | 江島泰男          | 小坂知 中島美子            | 8月11日       |
| Kapitel.20 |          | 二人奉上的镇魂歌                                | 加藤陽一   | 笹木信作 | 土屋浩幸          | 秋山由樹子                 | 8月18日       |
| Kapitel.21 |          | 为何汝要通过败者之门…                           | 武上純希   | 藤原良二 | 平田豊            | 高橋敦子 安田京弘          | 8月25日       |
| Kapitel.22 |          | 被水底的光引领，所窥视的是…                     | 武上純希   | 名村英敏 | 小林浩輔          | 堀越久美子                 | 9月1日        |
| Kapitel.23 |          | 心中黑暗的前方                                  | 加藤陽一   | 石井久志 | 中山敦史          | 渡邊由香里 氏家章雄        | 9月8日        |
| Kapitel.24 |          | 无爱者的正义在何处…被黑暗奪去的心啊，永遠地…    | 高橋奈津子 | 名村英敏 | 江島泰男          | 番由紀子                   | 9月15日       |
| Kapitel.25 |          | 重重真相在于心之彼方…                           | 高橋奈津子 | 高本宣弘 | 高本宣弘          | 藤井まき                   | 9月22日       |

### 播放電視台
| 播放地區       | 播放電視台     | 播放日期                     | 播放時間             | 聯播網         | 備註                            |
| -------------- | -------------- | ---------------------------- | -------------------- | -------------- | ------------------------------- |
| 千葉縣         | 千葉電視台     | 2009年4月6日 - 9月21日       | 星期一 25:40 - 26:10 | 独立UHF局      |                                 |
| 近畿廣域圈     | 讀賣電視台     | 2009年4月6日 - 9月21日       | 星期一 25:44 - 26:14 | 日本電視台系列 | 參與製作委員會 MONDAY PARK第1部 |
| 福島縣         | 福島中央電視台 | 2009年4月7日 - 9月22日       | 星期二 25:29 - 25:59 | 日本電視台系列 |                                 |
| 宮城縣         | 宮城電視台     | 2009年4月7日 - 9月22日       | 星期二 25:30 - 26:00 | 日本電視台系列 |                                 |
| 埼玉縣         | 埼玉電視台     | 2009年4月7日 - 9月22日       | 星期二 25:30 - 26:00 | 独立UHF局      |                                 |
| 愛媛縣         | 南海放送       | 2009年4月7日 - 9月22日       | 星期二 25:35 - 26:05 | 日本電視台系列 |                                 |
| 熊本縣         | 熊本放送       | 2009年4月7日 - 9月22日       | 星期二 25:59 - 26:29 | TBS系列        |                                 |
| 岡山縣、香川縣 | 西日本放送     | 2009年4月9日 - 9月24日       | 星期四 26:13 - 26:43 | 日本電視台系列 |                                 |
| 愛知縣         | 愛知電視台     | 2009年4月10日 - 9月25日      | 星期五 25:58 - 26:28 | 東京電視台系列 |                                 |
| 神奈川縣       | 神奈川電視台   | 2009年4月11日 - 9月26日      | 星期六 26:00 - 26:30 | 独立UHF局      |                                 |
| 福岡縣         | TVQ九州放送    | 2009年4月12日 - 9月27日      | 星期日 26:30 - 27:00 | 東京電視台系列 |                                 |
| 北海道         | 北海道放送     | 2009年4月13日 - 9月28日      | 星期一 26:26 - 26:56 | TBS系列        |                                 |
| 日本全域       | AT-X           | 2009年4月23日 - 10月8日      | 星期四 9:00 - 9:30   | CS頻道         | 有重播                          |
| 關東廣域圈     | 日本電視台     | 2011年7月1日 - 2012年1月13日 | 星期五 27:08 - 27:38 | 日本電視台系列 |                                 |

| 台灣 Animax 星期一至五22:00-23:00節目 | 台灣 Animax 星期一至五22:00-23:00節目 | 台灣 Animax 星期一至五22:00-23:00節目 |
| ------------------------------------- | ------------------------------------- | ------------------------------------- |
|                                       | 神幻拍檔 （2011年5月6日-5月24日）     |                                       |
| 武裝鍊金                              | 血色花園 重播                         |                                       |

| 香港Animax 星期一至五22:00-23:00節目 | 香港Animax 星期一至五22:00-23:00節目 | 香港Animax 星期一至五22:00-23:00節目 |
| ------------------------------------ | ------------------------------------ | ------------------------------------ |
|                                      | 神幻拍檔 （2011年5月6日-5月24日）    |                                      |
| -                                    | -                                    |                                      |

### DVD
| 卷數 | 發售日        | 收錄內容       | 規格編號       | 規格編號   |
| 卷數 | 發售日        | 收錄內容       | 初回限定生產版 | 通常版     |
| ---- | ------------- | -------------- | -------------- | ---------- |
| 1    | 2009年8月7日  | 第1話、第2話   | AVBA-29275/B   | AVBA-29288 |
| 2    | 2009年9月4日  | 第3話、第4話   | AVBA-29276/B   | AVBA-29289 |
| 3    | 2009年10月2日 | 第5話、第6話   | AVBA-29277/B   | AVBA-29290 |
| 4    | 2009年11月6日 | 第7話、第8話   | AVBA-29278/B   | AVBA-29291 |
| 5    | 2009年12月4日 | 第9話、第10話  | AVBA-29279/B   | AVBA-29292 |
| 6    | 2010年1月4日  | 第11話、第12話 | AVBA-29280/B   | AVBA-29293 |
| 7    | 2010年2月5日  | 第13話、第14話 | AVBA-29281/B   | AVBA-29294 |
| 8    | 2010年3月5日  | 第15話、第16話 | AVBA-29282/B   | AVBA-29295 |
| 9    | 2010年4月2日  | 第17話、第18話 | AVBA-29283/B   | AVBA-29296 |
| 10   | 2010年5月7日  | 第19話、第20話 | AVBA-29284/B   | AVBA-29297 |
| 11   | 2010年6月4日  | 第21話、第22話 | AVBA-29285/B   | AVBA-29298 |
| 12   | 2010年7月2日  | 第23話、第24話 | AVBA-29286/B   | AVBA-29299 |
| 13   | 2010年8月6日  | 第25話         | AVBA-29287/B   | AVBA-29300 |

## 網路廣播劇
《07-GHOST the world》
- 主持人 - 斎賀光希（飾演 泰德·克萊恩）、浪川大輔（飾演 米卡傑）
- 配信網站 - Animate TV、Marine ENTERTAINMENT
- 配信期間 - 2009年1月8日 - 2010年2月18日（隔週星期四更新）

### 來賓
- 千葉進歩（飾演 卡斯托魯）第3、17、22回
- 速水奨（飾演 阿亞奈米）第4、15回
- 宮田幸季（飾演 拉普拉多魯）第6、22回
- 福山潤（飾演 哈克連·歐克）第8、9、11、26回
- 諏訪部順一（飾演 弗拉烏）第10回
- 斋藤千和（飾演 黑百合）第13、21、25回
- 濱田賢二（飾演 休加）第16、20回
- 羽多野渉（飾演 哈魯塞）第19、28回
- 桐井大介（飾演 巴斯迪恩）第24回
- 岸尾大輔（飾演 柯納茲·華倫）第29回

## 廣播劇CD
| 標題                   | 發售日期                                            | 商品條碼 | 編號      | 發行商               |
| ---------------------- | --------------------------------------------------- | -------- | --------- | -------------------- |
|                        | Comic ZERO-SUM 2006年12月號 - 2007年1月號雜誌上販售 | ZCD027   | ZERO-0026 | 一迅社               |
|                        | Comic ZERO-SUM 2009年2月號 - 3月號雜誌上販售        | -        | -         | 一迅社               |
|                        | Comic ZERO-SUM 2009年5月號附錄                      | -        | -         | 一迅社               |
|                        | Comic ZERO-SUM 2009年7月號雜誌上販売                | -        | -         | 一迅社               |
|                        | 2009年8月Comic Market 76先行發售                    | -        | -         | 一迅社               |
|                        | Comic ZERO-SUM 2012年2月號 - 3月號雜誌上販售        | -        | -         | 一迅社               |
| The Day of Retribution | 2009年6月24日                                       | -        | MESC-0012 | Marine ENTERTAINMENT |
| The Top News Headline  | 2009年10月23日                                      | -        | MESC-0019 | Marine ENTERTAINMENT |

## 柏青哥
由西陣進行發行，機台名稱《CR 07-GHOST》。

## 外部連結
- （日語）作者自設網站
- （日語）07-GHOST（一迅社官網），存于
- （日語）電視動畫「07-GHOST」官方網站（页面存档备份，存于）
- （日語）07-GHOST the world（Marine Entertainment）
- （日語）07-GHOST the world（安利美特TV），存于
- （日語）CR 07-GHOST（页面存档备份，存于） - 柏青哥官方網站（西陣）。